# 张礼慧
张礼慧（1966年—），汉族，中华人民共和国政治人物，重庆市歌剧院副院长，中国民主促进会会员，第十一届全国政协委员。
2008年，当选第十一届全国政协委员，代表中华全国妇女联合会，分入第二十组。